# Maredsous (fromage)
Pour les articles homonymes, voir Maredsous.
Le Maredsous est un fromage à pâte mi-dure à croûte orangée fabriqué dans le département de la Meuse, puis affiné à l'abbaye de Maredsous en Belgique depuis le début des années 1950.
Le groupe fromager Bel, multinationale à qui appartient notamment Babybel, La vache qui rit et Boursin, était producteur de la marque. Le premier juillet 2017, l'usine de Cléry-le-Petit et sa cave d'affinage de Maredsous sont vendues par le groupe Bel au groupe fromager américain Schreiber.

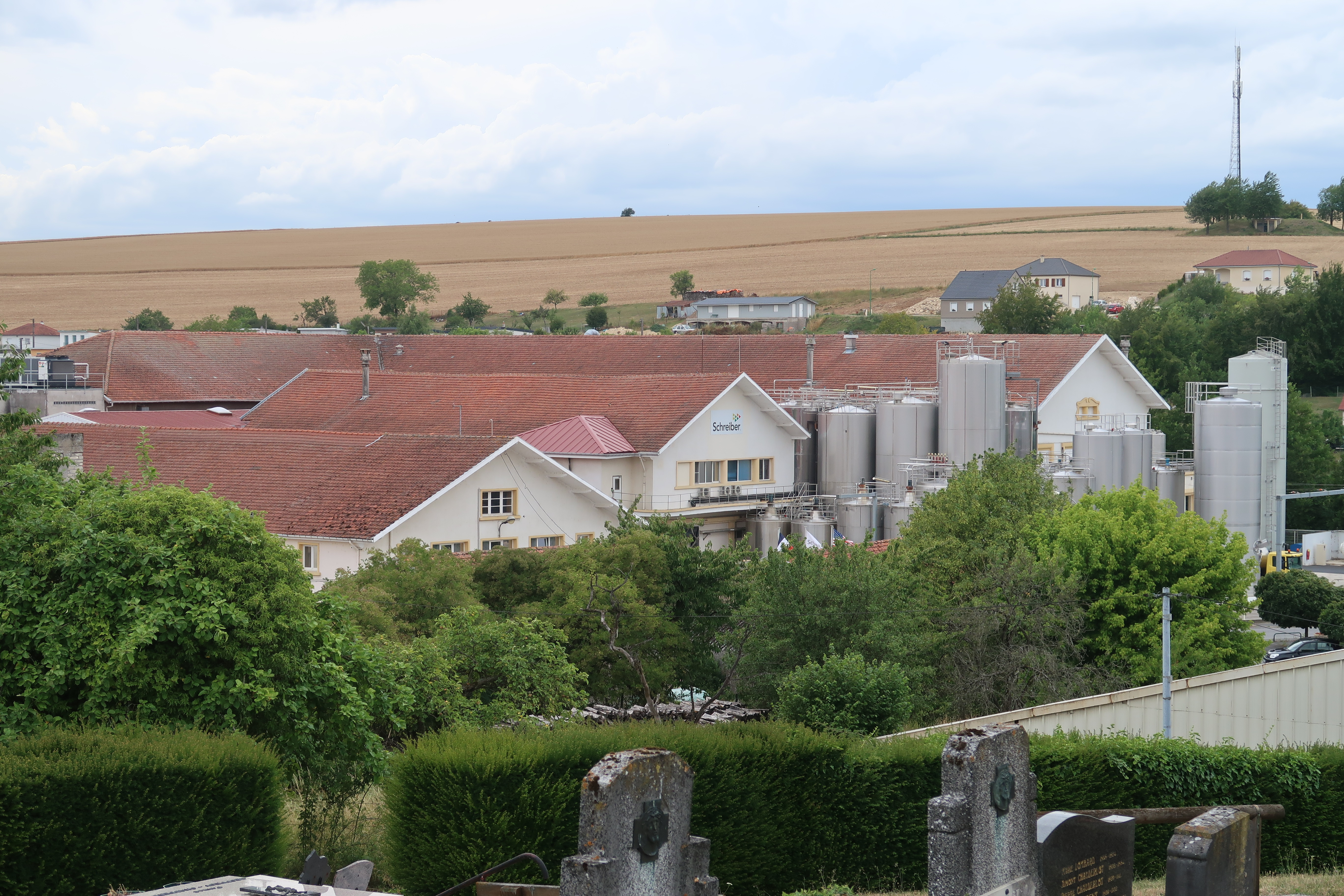
Fromagerie Schreiber, en France, où est fabriqué le fromage Maredsous.

Les fromages affinés à Maredsous sont en réalité produits à Cléry-le-Petit, dans l’Est de la France. Puis, ils sont affinés dans les caves de l'abbaye dont la température régulière de 12 °C et le degré d’humidité de 95 % favorisent le développement de la flore responsable de la transformation du caillé en fromage d'abbaye.
Chaque fromage est lavé à la main, en commençant par les plus anciens. En effet, l'eau se charge de la flore que l'on trouve dans les caves de l'Abbaye de Maredsous ainsi que sur les plus anciens fromages, et est ensuite utilisée pour laver les plus jeunes fromages.
Les seuls fromages encore réellement affinés à l'Abbaye même sont les blocs traditionnels de fromage de Maredsous (390g, 800g et 2,5 kilos), les tranches Caractère et Raclette, ainsi que les Fagotins Tradition (croûte orange), Light et Double Crème[réf. nécessaire].
Tous les produits commercialisés sous la marque Maredsous ne sont pas fabriqués en France, puis affinés en Wallonie. Le fromage à tartiner de la même marque, par exemple, est lui fabriqué en Slovaquie, ce qu'indique (discrètement) l’emballage (SK), comme l’exige la législation européenne,.